# Griekenland op het Junior Eurovisiesongfestival
Griekenland nam tussen 2003 en 2008 deel aan het Junior Eurovisiesongfestival. 

## Geschiedenis
Griekenland was een van de landen die debuteerden op het allereerste Junior Eurovisiesongfestival in 2003. Bij die eerste deelname werden de Grieken vertegenwoordigd door Nicolas Ganopoulos en het liedje Fili gia panda. Met 53 punten behaalde deze inzending de achtste plaats. In 2004 en 2005 behaalde Griekenland eveneens een plaats bij de beste tien.
Vanaf 2006 ging het bergafwaarts met de Griekse resultaten. Het land eindigde drie keer op rij in de onderste regionen van het scorebord, waarbij een laatste plaats in 2007 het dieptepunt was. In 2009 besloot Griekenland zich terug te trekken van het Junior Eurovisiesongfestival, zogezegd vanwege de lage kijkcijfers: de editie van 2008 was er met slechts 98.000 kijkers zeer slecht bekeken. Ook zouden er binnen de omroep ERT bezwaren zijn tegen het gebruiken van kinderen voor amusement. Financiële moeilijkheden speelden eveneens een rol.

## Griekse deelnames
| Jaar | Artiest            | Lied                | Plaats | Punten | Taal   |
| ---- | ------------------ | ------------------- | ------ | ------ | ------ |
| 2003 | Nicolas Ganopoulos | Fili gia panda      | 8      | 53     | Grieks |
| 2004 | Secret Band        | O palios mou eaftos | 9      | 48     | Grieks |
| 2005 | Alexandros & Kali  | Tora ine i sira mas | 6      | 88     | Grieks |
| 2006 | Chloe Boleti       | Den peirazei        | 13     | 35     | Grieks |
| 2007 | Made in Greece     | Kapou berdeftika    | 17     | 14     | Grieks |
| 2008 | Niki Yiannouchou   | Kapia nichta        | 14     | 19     | Grieks |

| Kleur | Betekenis      |
| ----- | -------------- |
|       | Eerste plaats  |
|       | Tweede plaats  |
|       | Derde plaats   |
|       | Laatste plaats |
|       | Gastland       |

## Gegeven en gekregen punten
| Plaats | Land        | Punten |
| ------ | ----------- | ------ |
| 1      | Cyprus      | 60     |
| 2      | Spanje      | 35     |
| 3      | Roemenië    | 33     |
| 3      | Wit-Rusland | 33     |
| 5      | Rusland     | 22     |

| Plaats | Land                | Punten |
| ------ | ------------------- | ------ |
| 1      | Cyprus              | 57     |
| 2      | Kroatië             | 22     |
| 3      | Roemenië            | 18     |
| 3      | Verenigd Koninkrijk | 18     |
| 5      | België              | 13     |

## Twaalf punten
(Een vetgedrukte editie betekent dat het land die editie won.)
| Aantal | Land   | Edities                      |
| ------ | ------ | ---------------------------- |
| 5      | Cyprus | 2003, 2004, 2006, 2007, 2008 |
| 1      | Spanje | 2005                         |

| Aantal | Land    | Edities                |
| ------ | ------- | ---------------------- |
| 4      | Cyprus  | 2003, 2004, 2005, 2006 |
| 1      | Kroatië | 2005                   |
| 1      | Malta   | 2004                   |

2003 · 2004 · 2005 · 2006 · 2007 · 2008 · 2009-2024